# Pseudomys pilligaensis
Pseudomys pilligaensis is een knaagdier uit het geslacht Pseudomys dat voorkomt in Australië. Zijn verspreidingsgebied beslaat het Pilliga-gebied, tussen Baradine en Narrabri in het noordoosten van New South Wales. Daar leeft hij in open bos.
P. pilligaensis is een kleine muis. De rug is grijsbruin, de onderkant wit, met een geleidelijke overgang. De voeten zijn van boven lichtroze. De staart is voornamelijk lichtroze, maar op de bovenkant zit een smalle bruine lijn en op de punt zit een kleine, donkere borstel. De kop-romplengte bedraagt 73 tot 80 mm, de staartlengte 70 tot 80 mm, de achtervoetlengte 18 tot 19 mm, de oorlengte 12 tot 13 mm en het gewicht 10 tot 14 gram. Vrouwtjes hebben 0+2=4 spenen.
Over het gedrag van deze soort is weinig bekend. Hij is 's nachts actief en paart in de lente en de zomer.